# Neptune Island
Neptune Island est une île de New Rochelle dans le Long Island Sound aux États-Unis.

## Géographie
Neptune Island est reliée au continent par une chaussée en pierre. Un barrage à l'extrémité est de la péninsule crée un petit étang et sa rive ouest borde l'entrée du bassin de Neptune.

## Histoire
L'île appartient d'abord à New Rochelle puis, à la fin de la Révolution américaine, elle devient la propriété d'Anthony Lispenard Bleecker (en). En 1828, elle est achetée par William Turpin, qui la nomme île de Moïse. La route et la chaussée sont construites à ce moment-là et un dock de bateau à vapeur est installé à l'extrémité de la route.
En 1837, Isaac Underhill et sa femme Deborah fondent l'hôtel de villégiature d'été Neptune House. La grande structure à ossature blanche située au centre de l'île boisée devient si populaire que l'île est ensuite nommée ainsi. Les premiers bateaux à vapeur qui font la navette entre New Rochelle et New York depuis le Neptune House Dock sont les American Eagle, Croton, Economy et Island City. En 1876, la Neptune House est également un terminal du car Tally Ho du colonel DeLancey Astor Kane (en) qui circule quotidiennement entre New Rochelle et l'hôtel Brunswick à New York.
La famille Underhill est propriétaire de l'île jusqu'en 1885 puis elle la vend à Adrian G Iselin (en) qui fait démolir la majeure partie de l'hôtel. Iselin créé la New Rochelle and Pelham Railroad Company et la New Rochelle Street Railway Company, établissant une liaison entre Neptune Island et le ferry de Glen Island depuis le dépôt ferroviaire de New Rochelle. En plus des bateaux à vapeur privés exploités vers l'île depuis New York par John H. Starin, les deux sociétés ont grandement facilité les déplacements vers et depuis l'île grâce au New York and New Haven Railroad (en).
Une section de l'hôtel d'origine est divisée en quatre maisons privées qui subsistent encore au 1, 2, 3 et 4 Harbour Lane. Iselin a ensuite fait don d'une grande partie de l'île à la ville de New Rochelle pour un parc. Le Huguenot Yacht Club occupe de nos jours l'extrémité ouest de l'île, et le ferry entre Neptune et Glen Island a été remplacé par un grand pont à bascule s'étendant du continent, sur l'extrémité ouest de Neptune Island, jusqu'à Glen Island.